# Кръстю Пастухов
 Тази статия е за поета.  За политика вижте Кръстьо Пастухов.  
Кръстю Ивайлов Пастухов е съвременен български журналист, писател и поет. Внук на българския политик Кръстьо Пастухов и на композитора Никола Блажев.

## Биография
Роден е на 23 май 1941 г. в София. Завършва българска филология в Софийския университет със следдипломна квалификация по библиотекознание и библиография. Работил е като редактор във в. „Столица“, в. „Демокрация“ и в. „Про и анти“ и като експерт в агенция „Авторско право“ в Министерството на културата.
Автор на книги с разкази, стихотворения и приказки за деца, сценарист на документални, научнопопулярни и анимационни филми и многобройни телевизионни поредици за деца. Негови стихове са превеждани на унгарски, шведски и полски език.
През 2006-2011 г. е преподавател в Българското училище „Дора Габе“ във Варшава.
Член на Съюза на българските журналисти и на Сдружението на българските писатели.

## Награди
- „Сребърен лъв“ за анимационен филм, Венеция;
- „Бухалка“ (1995);
- „Свети Стефан“ (1997);
- награда на в. „Век 21“ (1997);
- грамота и почетен плакет на Министерството на културата за принос за развитието и разпространението на българската култура (2001).